# Histiotus alienus
Histiotus alienus é uma espécie de morcego da família Vespertilionidae. Endêmico do sudeste do Brasil.
A primeira descrição da espécie Histiotus alienus é de 1916, feita por um naturalista inglês. Um segundo espécime foi encontrado em 2018, mais de cem anos após o primeiro.
Esta descoberta de 2018 também aumenta a lista das espécies de mamíferos do Paraná. Dessa forma, pôde ter seu grau de conservação avaliado pelas pesquisadoras do Lamma, que coordenam a lista vermelha de mamíferos no Paraná. A análise já adianta que especialistas em morcegos acreditam que a espécie corre risco severo de extinção e precisa ser protegida.
As orelhas em formato de vela são a principal característica do gênero Histiotus. Outra, é o corpo coberto por pêlos amarronzados. Esses morcegos são insetívoros (comem insetos) e habitam boa parte da América do Sul, locais tão diferentes quanto florestas e montanhas. Entre as características que chamam a atenção no Histiotus alienus estão as orelhas, que são menores do que a dos morcegos do gênero, além de triangulares e conectadas por uma membrana. “Alienus” vem de “estranho”. Ele também tem pelos avermelhados e compridos no dorso, enquanto as costas são cobertas por pêlos escuros.